# Pommernwall

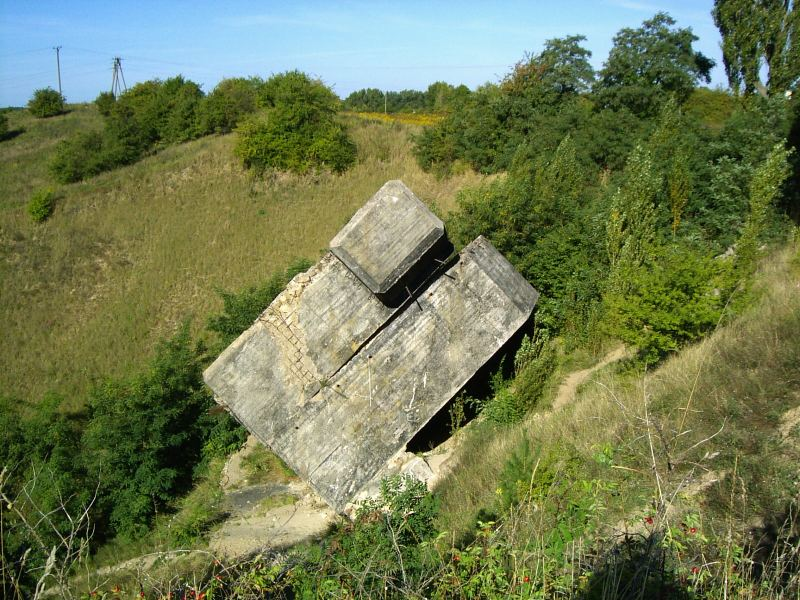
Eine Bunkerruine der Pommernstellung bei Deutsch-Krone (polnisch Wałcz)

Der Pommernwall (Pommern-Stellung oder Pommernlinie) war eine von 1932 bis 1945 angelegte Linie von Befestigungen in Pommern von Landsberg an der Warthe bis etwa Stolpmünde. Er befand sich nördlich der Festungsfront Oder-Warthe-Bogen und schloss die Lücke zur Ostsee. Er stellte aber kein geschlossenes Abwehrsystem dar, sondern eine Aneinanderreihung von Bunkern unterschiedlicher Größe und Stärke.
Deutschland begann nach dem Ersten Weltkrieg Vorbereitungen zum Bau der Befestigungen entlang der durch den Versailler Vertrag festgelegten neuen Grenze mit Polen. 1932 begannen die Arbeiten mit dem Bau von betonierten befestigten Stellungen unter Ausnutzung der Seenlandschaft. Bei Neustettin wurde der Bau im Jahre 1934 begonnen. Hier und bei Deutsch Krone waren die vorgesehenen Schlüsselpunkte (Operationskorridore) der befestigten Linie. 1934 wurde ein Abschnitt des Pommernwalls zwischen Vilmsee (heute Jezioro Wielimie) und Dolgensee erbaut. Nach Beginn des Zweiten Weltkriegs wurden die Arbeiten eingestellt. Erst etwa Juli 1944 bis Januar 1945 wurden weitere Arbeiten durchgeführt.
Aufgrund des schnellen Vordringens der Roten Armee kam es auch am Pommernwall zu keiner planmäßigen Besetzung, jedoch während der Schlacht um Ostpommern zu länger anhaltenden Stellungskämpfen und großen Verlusten auf deutscher und sowjetischer Seite.
Am 12. Oktober 1984 eröffnete das Museum der Kämpfe um den Pommernwall in Mirosławiec.